# Semiothisa neptaria
Semiothisa neptaria là một loài bướm đêm trong họ Geometridae.